# Cecilia Vergara
Cecilia Magdalena Vergara Montecinos (Santiago, 5 de noviembre de 1953) es una científica chilena, bióloga de formación, cuya área de investigación se centra en la excitabilidad celular.

## Biografía
Estudió en el liceo 11 de niñas en Macul, Santiago. Luego, se formó como bióloga en la Facultad de Ciencias de la Universidad de Chile, egresando en 1975, y realizando su semestre de investigación (equivalente actual a tesis) con Mario Luxoro. Durante 1975-1978 participó como ayudante de algunos cursos en la misma facultad, además de colaborar en el laboratorio Montemar de Valparaíso (siendo de la tercera generación de biofísicos formados allí). 
Durante 1978-1979, trabajando como technician en el Department of Muscel Research del Boston Biomedical Research Institute (Boston, Estados Unidos), junto a los chilenos Mario Rosemblatt y Cecilia Hidalgo lograron por primera vez purificar membrana de túbulos T del retículo endoplásmico.
Posteriormente, realizó estudios de postgrado en Harvard University entre los años 1979 a 1983, obteniendo su Ph.D. en Fisiología. Su tesis doctoral la realizó bajo la tutela del chileno Ramón Latorre, en donde caracterizó un canal de potasio altamente selectivo y de alta conductancia que encontraron en las purificaciones de túbulos T que había aprendido a aislar con anterioridad; actualmente se le conoce como BK (Big Potassium), siendo muy importante en la generación del potencial de acción de las neuronas. Este trabajo corresponde a la primera caracterización electrofisiológica en nivel de canal único de una membrana biológica de mamífero.
Tras su trabajo en Harvard, volvió a Chile alrededor de 1984. Comenzó trabajando en la Facultad de Ciencias de la Universidad de Chile como asistente en algunos cursos, hasta finalmente ser académica de dicha facultad (cargo que mantiene hasta la actualidad). Desde su retorno a Chile, ha mantenido su línea de investigación enfocada a la excitabilidad celular, adjudicándose varios proyectos de investigación.

## Publicaciones destacadas
- Bacigalupo, J, Luxoro, M, Rissetti, S, Vergara, C, ( 1979), Extracellular space and diffusion barriers in muscle fibres from Megabalanus psittacus (Darwin). The Journal of Physiology, 288 doi: 10.1113/jphysiol.1979.sp012696.
- Rosemblatt, M., Hidalgo, C., Vergara, C., & Ikemoto, N. (1981). Immunological and biochemical properties of transverse tubule membranes isolated from rabbit skeletal muscle. J. Biol. Chem., 256, 8140-8148.
- Latorre, R., Vergara, C., & Hidalgo, C. (1982). Reconstitution in planar lipid bilayers of a Ca2+-dependent K+ channel from transverse tubule membranes isolated from rabbit skeletal muscle. Proceedings Of The National Academy Of Sciences, 79(3), 805-809. doi: 10.1073/pnas.79.3.805
- Lagos, R., Wilkens, M., Vergara, C., Cecchi, X., & Monasterio, O. (1993). Microcin E492 forms ion channels in phospholipid bilayer membranes. FEBS Letters, 321(2-3), 145-148. doi: 10.1016/0014-5793(93)80096-d
- Ramírez, B., Behrens, M., & Vergara, C. (1996). Neural control of the expression of a Ca2+-activated K+ channel involved in the induction of myotonic-like characteristics. Cellular And Molecular Neurobiology, 16(1), 39-49. doi: 10.1007/bf02578385
- Valverde, M. (1999). Acute Activation of Maxi-K Channels (hSlo) by Estradiol Binding to the β Subunit. Science, 285(5435), 1929-1931. doi: 10.1126/science.285.5435.1929
- Vergara, C., Alvarez, O., & Latorre, R. (1999). Localization of the K+ Lock-in and the Ba2+ Binding Sites in a Voltage-Gated Calcium-Modulated Channel. The Journal Of General Physiology, 114(3), 365-376. doi: 10.1085/jgp.114.3.365
- Haab, J., Vergara, C., Bacigalupo, J., & O'Day, P. (2000). Coordinated Gating of TRP-Dependent Channels in Rhabdomeral Membranes from Drosophila Retinas. The Journal Of Neuroscience, 20(19), 7193-7198. doi: 10.1523/jneurosci.20-19-07193.2000
- Vergara, C., & Ramirez, B. (2004). CNTF, a pleiotropic cytokine: emphasis on its myotrophic role. Brain Research Reviews, 47(1-3), 161-173. doi: 10.1016/j.brainresrev.2004.07.010
- Maureira, C., Letelier, J., Alvarez, O., Delgado, R., & Vergara, C. (2015). Copper enhances cellular and network excitabilities, and improves temporal processing in the rat hippocampus. European Journal Of Neuroscience, 42(12), 3066-3080. doi: 10.1111/ejn.13104
- Acevedo, C., Blanchard, K., Bacigalupo, J., & Vergara, C. (2019). Possible ATP trafficking by ATP ‐shuttles in the olfactory cilia and glucose transfer across the olfactory mucosa. FEBS Letters, 593(6), 601-610. doi: 10.1002/1873-3468.13346

## Distinciones
- Beca para estudios doctorales, Harvard University, 1978-1982.[8]
- Grass Foundation Fellowship.MBL, Woods Hole, MA, USA. 1985.[8]